# Rhododactyla semirosea
Rhododactyla semirosea är en fjärilsart som beskrevs av Herrich-Schäffer 1854. Rhododactyla semirosea ingår i släktet Rhododactyla och familjen nattflyn. Inga underarter finns listade.